# Grote Prijs Jef Scherens 1975
Il Grote Prijs Jef Scherens 1975, decima edizione della corsa, si svolse il 21 settembre 1975 su un percorso di 202 km, con partenza e arrivo a Lovanio. Fu vinto dal belga Freddy Maertens della Carpenter-Confortluxe-Flandria davanti ai suoi connazionali Ronny Van De Vijver e Eddy Merckx.

## Ordine d'arrivo (Top 10)
| Pos. | Corridore           | Squadra                        | Tempo    |
| ---- | ------------------- | ------------------------------ | -------- |
| 1    | Freddy Maertens     | Carpenter-Confortluxe-Flandria | 4h53'00" |
| 2    | Ronny Van De Vijver | Ijsboerke-Colner               |          |
| 3    | Eddy Merckx         | Molteni-Campagnolo             |          |
| 4    | Eric Van de Wiele   | Rokado                         |          |
| 5    | Luc Leman           | Miko-De Gribaldy               |          |
| 6    | Jean-Pierre Baert   | Gero Verwarming-Jaga           |          |
| 7    | Michael Wright      | Gero Verwarming-Jaga           |          |
| 8    | Herman Van Springel | Carpenter-Confortluxe-Flandria |          |
| 9    | Jean Vanderstappen  | Maes Pils-Watney               |          |
| 10   | Ronald De Witte     | Carpenter-Confortluxe-Flandria |          |